# 11 octobre 1920
Le lundi 11 octobre 1920 est le 285e jour de l'année 1920.

## Naissances
- Eloi Julenon (mort le 3 juin 2010), fonctionnaire et homme politique réunionnais
- Carlton E. Lemke (mort le 12 avril 2004), mathématicien américain
- Edgar Negret (mort le 11 octobre 2012), sculpteur colombien
- Jacques Hazard (mort le 21 juin 1942), militaire français
- James Hickey (mort le 24 octobre 2004), cardinal de l'Église catholique romaine
- Jean Montreuil (mort le 16 juillet 2010), chimiste français
- Miguel Flores (mort le 15 janvier 2002), joueur de football chilien
- Sidney Fine (mort le 31 mars 2009), historien et professeur universitaire américain
- Victor Nigon (mort le 5 juillet 2015), zoologiste français (1920-2015)

## Décès
- Édouard Plouzané (né le 27 décembre 1859), personnalité politique française
- François Depeaux (né le 13 juillet 1853), armateur et industriel, collectionneur d'art

## Événements
- Découverte de l'astéroïde (942) Romilda
- Création de la municipalité québécoise de Montpellier